# André Sougarret
André Roger Sougarret Larroquette (27 de julio de 1964) es un ingeniero civil en minas chileno. Se ha desempeñado en cargos de ingeniería y gerenciales en diversas mineras de su país, incluyendo Mantos Blancos, Esperanza, Centinela y la división El Teniente de Codelco.  Es conocido por haber sido el líder del procedimiento de rescate de los 33 mineros en el accidente de la mina San José.

## Biografía
Nació en Santiago, hijo de Jorge Sougarret Seitz y Mónica Larroquette Palma. Terminó sus estudios en el Colegio San Marcos de la comuna de Macul (ex comuna de Ñuñoa) en Santiago. En 1982, ingresó a la Universidad de Chile a estudiar ingeniería civil en minas, junto a su hermano Jorge.
Inició su vida laboral en la mina Mantos Blancos (1988-1991), donde se desempeñó como ingeniero ayudante, ingeniero de proyectos de mina subterránea, ingeniero de planificación, y jefe de proyectos y planificación de mina subterránea. Luego, Sougarret ocupó varios cargos en Codelco, incluyendo subgerente general de operaciones de la División El Teniente, gerente de mina, y gerente de proyectos División El Teniente, entre otros. Entre 2012 y 2014 fue gerente general de Minera Esperanza, y entre 2014 y 2017 tuvo el mismo cargo en Minera Centinela, del grupo Antofagasta Minerals. Desde el 1 de abril de 2017 será gerente general de la División El Teniente de Codelco. Posee una activa participación en el Instituto de Ingenieros de Minas de Chile.

## Rescate de mineros
El día 8 de agosto, tres días después de ocurrido el accidente, las autoridades solicitaron a Codelco su ayuda para rescatar a los 33 mineros atrapados en el fondo de la mina San José. La empresa envió a André Sougarret para que comandara esta tarea, por ser un destacado y experimentado ingeniero civil de minas, que en esa época se desempeñaba en la división El Teniente de la empresa.
Sougarret trasladó a su mejor personal hasta la mina San José para iniciar la primera tarea de la operación, que implicaba encontrar a los mineros bajo la mina, saber si estaban vivos y ayudar a su supervivencia mientras se intentaba el rescate definitivo. 
Las sondas colocadas hicieron contacto con los mineros y comprobaron que estaban todos vivos, en condiciones mucho mejores de lo que se esperaba. La mañana del domingo 22 de agosto, una de las sondas hizo contacto y el trabajo encabezado por Sougarret dio la vuelta al mundo.